# Jorge de Cárdenas
Jorge de Cárdenas Plá (Havana, 2 de janeiro de 1933) é um ex-marinheiro olímpico cubano. Ele competiu em três Jogos Olímpicos nas classes Finn e Star, em 1952 terminou em 24.º na classe Finn, em 1956 em 6.º na classe Star, com seu pai Carlos de Cárdenas Culmell e em 1960 terminou em 13.º na classe Star junto com seu irmão Carlos de Cárdenas Plá. Ele também tem uma medalha de prata no Star World Championships de 1955 e uma medalha de bronze na edição de 1956.